# 怪獣の花唄
『怪獣の花唄』（かいじゅうのはなうた）は日本のシンガーソングライター・Vaundyの楽曲。自身1作目のアルバム『strobo』の収録曲で、2020年5月11日に配信限定で先行リリースされた。

## 概要
自身のファーストアルバム『strobo』の4曲目に収録。楽曲について、Vaundyは「コール＆レスポンスを意識したライブ向きの曲」であるとコメントしている。
「怪獣の花唄」はVaundyが19歳の時に将来的なライブ演奏を見据えて制作された。楽曲は2014年～2017年頃のアニメソング・邦ロックを意識して制作されており、本人は「10代で作ったロックの中では一番良い」と語っている。
第73回NHK紅白歌合戦での歌唱曲。
2023年11月15日発売の2ndアルバム『replica』のDisc 1には「怪獣の花唄 -replica-」が収録されている。

## チャート成績
リリース当時はあまり注目されずチャート圏外だったが、2021年年始より自身の楽曲が注目を集めるようになり、2021年1月27日に公開されたBillboard Japan Streaming Songsで初登場97位を記録。約1年後の2022年1月12日には自身3作目となるストリーミング累計1億回再生を突破した。さらに、同年の第73回NHK紅白歌合戦で本楽曲を披露したことで一気に知名度が上がり、2023年1月11日公開のBillboard Japan Hot 100で自身最高位となる3位を記録し、TOP10入りを果たす。同日公開のBillboard Japan Download Songsでは自身初の1位を記録した。同年3月22日には自身初となるストリーミング累計3億回再生を突破した。
2023年の年間カラオケランキング（オリコン調べ）にて1位を獲得した。2024年にも連続で年間1位を獲得した。
2025年4月、NexTone Award 2025でGold Medalを受賞。

### 認定とセールス
|                                | 認定 (RIAJ)  | 売上/再生回数      |
| ------------------------------ | ------------ | ------------------ |
| ダウンロード                   | 未公表       | -                  |
| ストリーミング                 | ダイヤモンド | 500,000,000 回再生 |
| *認定のみに基づく売上/再生回数 |              |                    |

## ミュージックビデオ
2020年7月3日にミュージックビデオがYouTubeに公開された。監督と撮影は映像クリエイターの藤代雄一朗が担当しており、俳優の鈴鹿央士が出演している。

## 収録内容
| #  | タイトル       | 作詞・作曲 | 編曲   | 時間 |
| -- | -------------- | ---------- | ------ | ---- |
| 1. | 「怪獣の花唄」 | Vaundy     | Vaundy | 3:45 |

## タイアップ
- マルハニチロ WILDishシリーズ「オレらのために」編 CMソング

## 収録アルバム
『strobo』
#4 「怪獣の花唄」
『replica』
Disc 1 #13 「怪獣の花唄 -replica-」

## カバー
- Poppin'Party［戸山香澄（愛美）］ - ゲーム『バンドリ! ガールズバンドパーティ!』にてカバー（2024年3月23日追加収録）